# Kamienica przy ulicy Kazimierza Wielkiego 15 we Wrocławiu
Kamienica przy ulicy Kazimierza Wielkiego 15 – zabytkowa kamienica mieszczańska znajdujących się przy ulicy Kazimierza Wielkiego we Wrocławiu.

## Historia posesji i kamienicy
Kamienica jest jedną z sześciu zachowanych kamienic stanowiących jeszcze na początku lat 70. XX wieku część zabudowy dawnej ulicy Złote Koło i będąc wówczas dwoma oddzielnymi kamienicami o numerach 6 i 7. Ulica została częściowo zniszczona podczas działań wojennych w 1945 roku, a ostatecznie w 1975 roku podczas budowy staromiejskiej obwodnicy tzw. Trasy W-Z, czyli ulicy Kazimierza Wielkiego. Była zabudowana głównie wąskimi szczytowymi kamienicami. Od XVIII wieku zamieszkiwała je głównie ludność żydowska. Ocalałe kamienice zostały włączone do ul. Kazimierza Wielkiego i nadano im nową numerację: od 9 do 17.

## Opis architektoniczny
Kamienice zostały wzniesione pod koniec XVIII wieku; elewacji nadano wówczas formę wczesnoklasycystyczną. Obie kamienice były pokryte dachem kalenicowym i miały cztery kondygnacje. Kamienica nr 6 jest czteroosiowa, a nr 7 ma pięcioosiowy podział elewacji. Część parterowa obu kamienic jest boniowana. Nad ich oknami znajdują się naczółki ozdobione na piętrze w medaliony, a pod oknami znajdują się podokienniki ozdobione girlandami.

## Po 1945 roku
W latach 1972–1977 kamienica została wyremontowana na potrzeby wrocławskich Cechów Rzemieślniczych; dodano jedną kondygnację a obniżono o jedną kondygnację szczyt;, wnętrze zostało zupełnie przebudowane i dostosowane do potrzeb najemcy. Projekt przebudowy wykonał T. Lipiński. Kamienice nr 6 i 7 zostały wewnętrznie połączone, likwidując jednocześnie wejście do kamienicy nr 7 znajdujące się w północnej skrajnej osi; wejście do pomieszczeń sklepowych pozostawiono. W latach 60. XX wieku w kamienicy nr 7 znajdował się sklep z farbami i lakierami. Obie kamienice pokryto jednym dachem kalenicowym z dziewięcioma lukarnami w osiach.  